# Ghanas statsoverhoveder
Ghanas regenter har været en række forskellige personer i forskellige poster siden Storbritanniens, der havde koloniseret landet under navnet Guldkysten, accepterede landets uafhængighed. Inden Storbritanniens indtog havde området hørt under en lang række stater, hvoraf den største er Ashantikonføderationen, hvis ledere var kendt som Asantehenerne.
| Embedsperiode                            | Regent                                                                                    | Notes                                          | Notes                                          |
| ---------------------------------------- | ----------------------------------------------------------------------------------------- | ---------------------------------------------- | ---------------------------------------------- |
| Ghana                                    | Overgang efter uafhængighed fra Storbritannien                                            | Overgang efter uafhængighed fra Storbritannien | Overgang efter uafhængighed fra Storbritannien |
| 6. marts 1957 til 1. juli 1960           | Hendes Majestæt Dronning Elizabeth II repræsenteret af:-                                  |                                                |                                                |
| 6. marts 1957 til 24. juni 1957          | Sir Charles Noble Arden-Clarke, Generalguvernør                                           |                                                |                                                |
| 24. juni 1957 til 1. juli 1960           | William Francis Hare, Lord Listowel, d. 5. Jarl af Listowel, Generalguvernør              |                                                |                                                |
| Embedsperiode                            | Regent                                                                                    | Relation                                       | Notes                                          |
| Republikken Ghana                        |                                                                                           |                                                |                                                |
| 1. juli 1960 til 24. februar 1966        | Dr.h.c. Kwame Nkrumah, Præsident                                                          | CPP                                            | Afsat ved statskup                             |
| 24. februar 1966 til 2. april 1969       | Generalmajor Joseph Arthur Ankrah, Formand for det Nationale Liberationsråd               | Militær                                        |                                                |
| 2. april 1969 til 3. april 1969          | Brigadier Akwasi Amankwa Afrifa, Formand for det Nationale Liberationsråd                 | Militær                                        | Senere general                                 |
| 3. april 1969 til 7. august 1970         | Brigadier Akwasi Amankwa Afrifa, Formand for Præsidentkommisionen                         | Militær                                        |                                                |
| 7. august 1970 til 31. august 1970       | Nii Amaa Ollennu, agerende Formand for Præsidentkommisionen                               |                                                |                                                |
| 31. august 1970 til 13. januar 1972      | Edward Akufo-Addo, Formand for Præsidentkommisionen                                       | n-p                                            | Afsat ved statskup                             |
| 13. januar 1972 til 9. oktober 1979      | Oberst Ignatius Kutu Acheamphong, Formand for det Nationale Liberationsråd                | Militær                                        | Senere general                                 |
| 9. oktober 1979 til 5. juli 1978         | Oberst Ignatius Kutu Acheamphong, Formand for det Øverste Militære Råd                    | Militær                                        | Afsat ved statskup                             |
| 5. juli 1978 til 4. juni 1979            | Generalløjtnant Frederick Fred William Kwasi Akuffo, Formand for det Øverste Militære Råd | Militær                                        | Afsat ved statskup                             |
| 4. juni 1979 til 24. september 1979      | Løjtnant Jerry John Rawlings, Formand for de Væbnede Styrkers Revolutionære Råd           | Militær                                        |                                                |
| 24. september 1979 til 31. december 1981 | Hilla Limann, Præsident                                                                   | PNP                                            | Afsat ved statskup                             |
| 31. december 1981 til 7. januar 1993     | Løjtnant Jerry John Rawlings, Formand for det Provisionelle Nationale Forsvarsråd         | Militær                                        |                                                |
| 7. januar 1993 til 7. januar 2001        | Løjtnant Jerry John Rawlings, Præsident                                                   | NDC                                            | Efter pensionering fra de væbnede styrker      |
| 7. januar 2001 til 7. januar 2009        | John Agyekum Kufuor, Præsident                                                            | NPP                                            | Valgt 28. december 2000                        |
| 7. januar 2009 til 24. juli 2012         | John Evans Atta Mills, Præsident                                                          | NDC                                            | Valgt 2. januar 2009                           |
| 24. juli 2012 til 7. januar 2017         | John Dramani Mahama, Præsident                                                            | NDC                                            | Valgt 8. december 2012                         |
| 7. januar 2017 til 7. januar 2025        | Nana Akufo-Addo, Præsident                                                                | NPP                                            | Valgt 7. december 2016                         |
| 7. januar 2025 til i dag                 | John Dramani Mahama, Præsident                                                            | NDC                                            | Valgt 7. december 2016                         |